# Roberto-Burle-Marx-Stätte
Die Roberto-Burle-Marx-Stätte (portugiesisch Sítio Roberto Burle Marx) ist ein Landgut westlich von Rio de Janeiro, das vom brasilianischen Landschaftsarchitekten und Künstler Roberto Burle Marx (1909–1994) in einem Zeitraum von mehr als 40 Jahren gestaltet wurde. Es wurde am 27. Juli 2021 auf der 44. Welterbekonferenz in Fuzhou als Kulturerbe in die Welterbeliste der UNESCO aufgenommen.

## Überblick
Die Roberto-Burle-Marx-Stätte liegt im Westen der Stadt Rio de Janeiro und umfasst ausgedehnte Landschaftsgärten und Gebäude inmitten von Mangroven und randtropischem Regenwald in den Bergen des Bezirks Barra de Guaratiba.
Das Gelände war ein „Landschaftslabor“ des Landschaftsarchitekten und Künstlers Roberto Burle Marx (1909–1994). Über einen Zeitraum von mehr als vierzig Jahren experimentierte er mit künstlerischen Ideen der Moderne und versuchte, Gärten mit einheimischen tropischen Pflanzen als lebende Kunstwerke zu gestalten.
Die Anlage spiegelt die Hauptmerkmale von Burle Marx wider, die seine Landschaftsgärten kennzeichnen, wie geschwungene Formen, üppige Massenpflanzungen, architektonische Pflanzenarrangements, dramatische Farbkontraste, die Verwendung tropischer Pflanzen und die Einbeziehung von Elementen der traditionellen portugiesisch-brasilianischen Volkskultur, die alle die Entwicklung des modernen Tropengartens beeinflusst haben.

## Lage
Die Roberto-Burle-Marx-Stätte liegt am Westhang der Serra Geral de Guaratiba, im westlichen Teil der Stadt Rio de Janeiro, etwa 50 km vom Stadtzentrum entfernt. Sie wird im Südosten durch den Kamm des Morro Santo Antônio da Bica, im Nordwesten durch die Estrada Roberto Burle Marx und im Nordosten und Südwesten durch zwei annähernd parallele Linien begrenzt, die dem Hang des Hügels folgen. Der Teil des Geländes, der höher als 100 m liegt, gehört zum Staatspark Pedra Branca, einem dichten ombrophilen Wald, der zum Atlantischen Regenwald gehört.

## Beschreibung
Das Gelände der Stätte ist über 40 Hektar groß und besteht zu etwa 40 Prozent aus weitläufigen Landschaftsgärten, die sich an den Hängen und oberhalb des Urwalds erstrecken. Burle Marx entwickelte sie über vierzig Jahre lang als Versuchslabor für seine gestalterischen Ideen. Er versuchte, künstlerische Ausdrucksformen in die Landschaftsgestaltung zu integrieren, um Parks und Gärten zu lebendigen Kunstwerken zu machen, die nicht statisch sind, sondern durch Wachstum entstehen. Die erfolgreichen Experimente im Sítio wurden in den von Burle Marx gestalteten Parks und Gärten nachgeahmt und beeinflussten auch die Entwicklung der modernen Tropengärten des 20. Jahrhunderts.
Das Grundstück wurde nach sorgfältiger Suche erworben, da es für die Einrichtung der botanischen Sammlung des Landschaftsgärtners bestimmt war und bestimmte Eigenschaften aufweisen musste, um die geplante Nutzung zu ermöglichen, wie z. B. eine gute morphologische Vielfalt, Aufschlüsse, reichlich Wasser, geeignete Böden und eine ausreichend intakte Umgebung, die vor Immobilienspekulation geschützt ist.

### Gebäude
Die Anlage umfasst acht moderne und traditionelle Gebäude (Verwaltungsgebäude, Steinhaus, Hauptgebäude, Loggia, Kapelle, Steinküche, Wäscherei und Atelier) sowie sieben Teiche, die alle von Landschaftsgärten durchzogen und in diese integriert sind.

### Unterteilung
Die Roberto-Burle-Marx-Stätte kann zum besseren Verständnis in vier Sektoren unterteilt werden:
- Sektor 1: der architektonisch-landschaftliche Eingangsbereich auf der Ebene in 5 bis 20 m Höhe. Hier befinden sich die Einrichtungen, die mit der Arbeit des Sítio zusammenhängen, wie das Verwaltungsgebäude und das Steinhaus. Die künstlichen Seen wurden in die Beschreibung dieses Sektors aufgenommen, auch wenn sich einige von ihnen in den anderen Sektoren befinden, da es wichtig ist, sie als einheitliche Gruppe zu verstehen.
- Sektor 2: die architektonisch-landschaftliche Anlage weiter oben in 35 und 40 m Höhe, bestehend aus Hauptgebäude, Loggia, Kapelle, Steinküche und Gärten.
- Sektor 3: der architektonisch-landschaftliche Komplex des Ateliers in 45 m Höhe
- Sektor 4: das Gebiet Santa Luzia, angrenzend an den Regenwald, wo die Straße und die Gärten enden

### Sektor 1: Eingangsbereich
Sektor 1 liegt zwischen 5 und 20 m über dem Meeresspiegel.

#### Teiche
Die sieben Teiche des architektonisch-landschaftlichen Komplexes wurden nach und nach mit jeweils spezifischen Techniken künstlich angelegt, mit dem Hauptzweck, die Wasserpflanzenarten der Sammlung aufzunehmen.

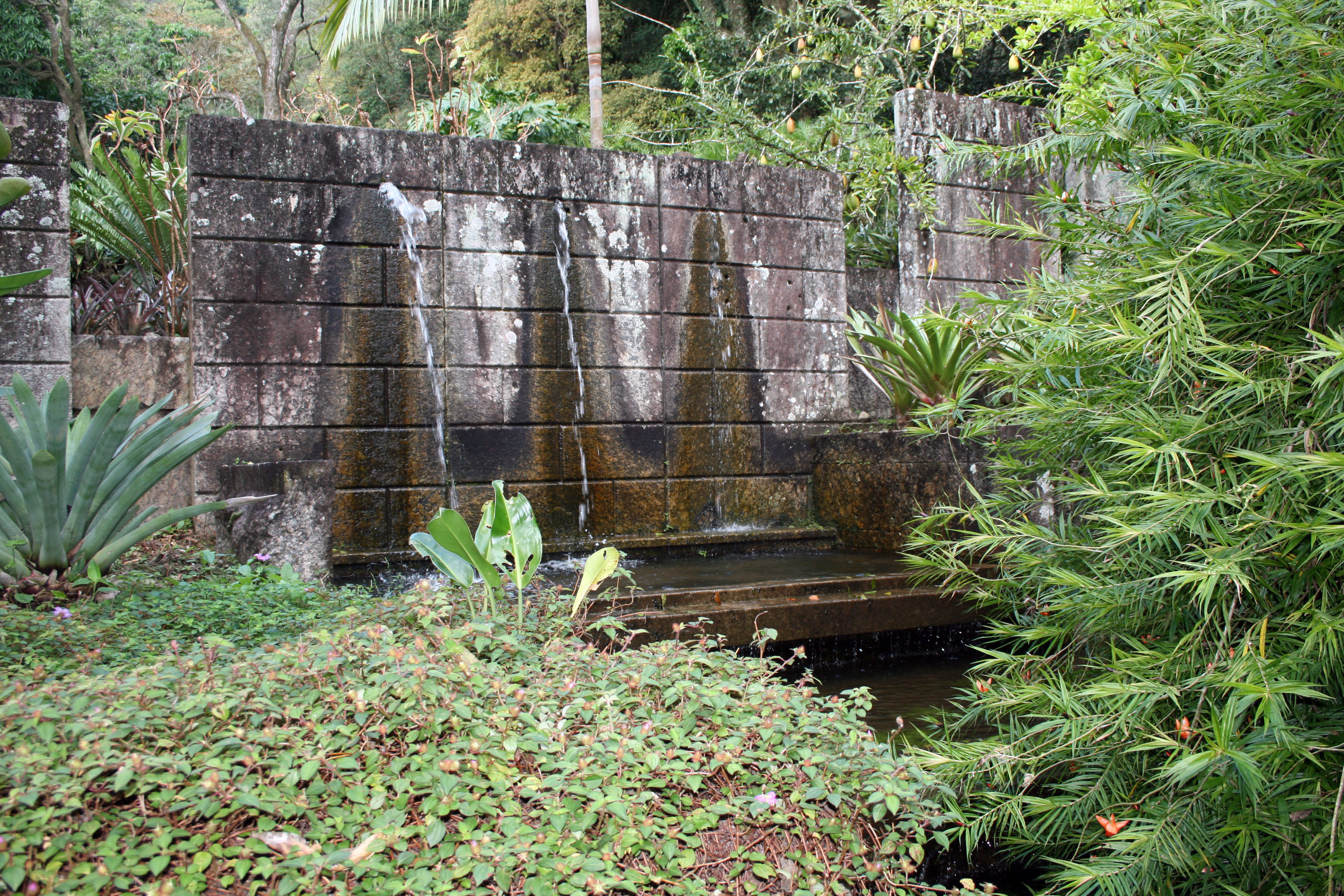
Kaskade am Teich neben der Steinküche

Blick in die Anlage des Parks

Pflanzen in der Burle-Marx-Stätte

Wie die Gärten wurden auch die Teiche von Burle Marx nach den Bedürfnissen der Pflanzen angelegt, erweitert und verändert. Die Anlage der Teiche verlief nach folgender Chronologie:
1. 1950er Jahre: Wasserlauf im Garten vor dem Hauptgebäude
2. Anfang der 1960er Jahre: Reflexionsbecken auf dem Dach der Steinküche und Wassergarten unter der Pergola
3. Mitte der 1970er Jahre: Teiche in der Nähe des Eingangs und zwischen der Ebene des Haupthauses und des Ateliers
4. 1986: die beiden Teiche oberhalb des Eingangs zum Sítio

Die drei Teiche am Eingang des Geländes wurden mit großen Palmen bepflanzt und in den Teichen wurden Wasser- und Sumpfpflanzen gezüchtet. Dazu gehören: Colocasia esculenta, Typhonodorum lindleyanum, Equisetum giganteum, Montrichardia linifera, Sagittaria lancifolia, Iris spuria, Pontederia parviflora, Alocasia brisbanensis, Nelumbo nucifera, Ludwigia sedoides, Nymphaea rubra, Nymphaea pubescens, Pandanus baptisti, Thalia geniculata und Anubia hastifolia.

#### Verwaltungsgebäude

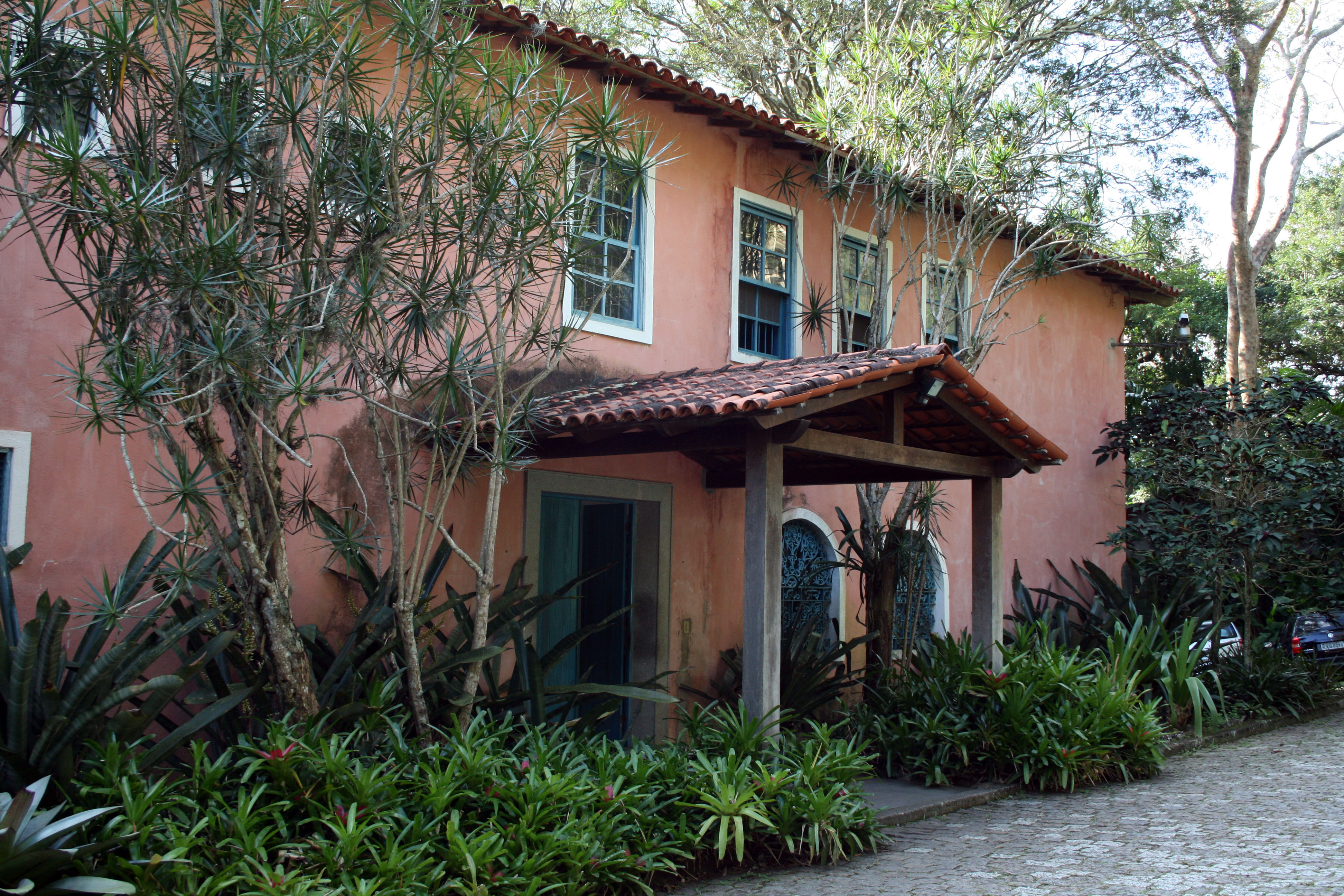
Verwaltungsgebäude

Eintrittskarte für Sitio Roberto Burle Marx

Das Verwaltungsgebäude am Eingang wurde 1989 vom Architekten Ary Garcia Roza entworfen und im Mai 1992 fertiggestellt. Es beherbergt Arbeitsräume für das technische Personal der Anlage, Unterrichtsräume, Nebenräume (Speisekammer, Küche, Toiletten), ein Auditorium und eine Bibliothek. Das heutige Gebäude ist L-förmig, zweigeschossig, hat eine leuchtend rosa Fassade und eine Gesamtnutzfläche von 550 m². An der Vorderseite des Gebäudes befinden sich vertikale Metallstrukturen für Pflanzen, die von Burle Marx entworfen wurden und in seinen Landschaftsprojekten häufig Verwendung finden.

#### Steinhaus
Das Steinhaus wurde von Guilherme Siegfried Marx entworfen und zwischen 1957 und 1958 erbaut. Das eingeschossige Gebäude hat einen quadratischen Grundriss und eine Grundfläche von 107 m². Im Inneren befinden sich ein Wohnzimmer, eine Küche mit Wirtschaftsraum, zwei Schlafzimmer und ein Bad. Die Steinblöcke der Außenwände stammen aus den Beeten der ersten Pflanzschulen.
Ursprünglich war es das Wohnhaus von Herrn Salvador, der 1957 zum Sítio kam und mit Burle Marx an den Steinarbeiten teilnahm. Später diente es Guilherme Siegfried als Wochenendhaus. Gegenwärtig wird das Haus von den technischen und administrativen Abteilungen des Sítio genutzt. In Zukunft soll es als Wohnung und Labor für Forscher auf Zeit dienen.
Vor dem Steinhaus steht ein Exemplar von Chloroleucon tortum, einem Baum aus den Küstenregionen Brasiliens, der auch als Jurema, Jacaré oder Tataré bekannt ist. Roberto Burle Marx verwendete diesen Baum nicht nur in zahlreichen Gärten, wie dem Aterro do Flamengo und den Gärten der Lagoa Rodrigo de Freitas in Rio de Janeiro, sondern fertigte auch zahlreiche Zeichnungen des im Sítio vorhandenen Exemplars an.

## Botanische Sammlung
Das Sítio beherbergt heute eine der umfangreichsten und seltensten botanischen Sammlungen von Zierpflanzen aus Brasilien bzw. den Tropen und Subtropen. Das Sítio beherbergt auch mehrere Pflanzschulen und Gewächshäuser.
Ende der 1960er Jahre beherbergte die Stätte die repräsentativste Sammlung brasilianischer Pflanzen und seltener tropischer Arten im Allgemeinen. Die Sammlung lebender Pflanzen wurde zu einer der bedeutendsten der Welt, sowohl was die Anzahl der Individuen als auch die Vielfalt der erhaltenen Arten betrifft. Die 3.500 kultivierten Arten, deren Schwerpunkt auf der tropischen und subtropischen Flora liegt, leben in Harmonie mit der einheimischen Vegetation der Region, die Arten der Mangrovensümpfe, der Restinga (eine besondere Art tropischer und subtropischer feuchter Laubwälder an der Küste) und des Atlantischen Waldes umfasst.

## Geschichte

### Entstehung
Die Ländereien, aus denen sich das Gut zusammensetzt, wurden von Roberto und seinem Bruder Guilherme Siegfried ab 1949 in mehreren Etappen erworben, indem sie nach und nach Flächen von verschiedenen Eigentümern kauften. Gleichzeitig mit der Vergrößerung der Fläche des Gutes errichteten sie die notwendige Infrastruktur, Gebäude, Pflanzschulen und Gärten.
Zu diesem Zeitpunkt hatte Roberto Burle Marx bereits mehrere große öffentliche und private Landschaftsprojekte realisiert. Er war 1928 nach Europa gereist, um die moderne Kunstbewegung zu studieren, die in den frühen 1900er Jahren begonnen hatte. Dort wurde er von Künstlern wie Picasso, Matisse und Kandinsky beeinflusst. Als er 1930 nach Brasilien zurückkehrte und seine Karriere als Landschaftsarchitekt begann, nutzte er seine eigenen abstrakten, europäisch inspirierten Gemälde als Grundlage für die Gestaltung seiner Auftragsarbeiten.
Burle Marx war auch ein bedeutender Sammler einheimischer tropischer Pflanzen, die er auf speziellen Expeditionen sammelte. Diese Zierpflanzen mussten akklimatisiert und getestet werden, um ihre Gewohnheiten zu verstehen, und es mussten Experimente durchgeführt werden, um herauszufinden, wie sie für die Landschaftsgestaltung verwendet werden konnten. Dies war der Grund für den Erwerb des Grundstücks, das zu einer Art Labor für Landschaftsexperimente wurde, die für die ästhetische und botanische Entwicklung der Werke von Burle Marx Gestaltungen unerlässlich waren.
Die ersten Maßnahmen nach dem Erwerb des Geländes dienten dazu, das Sítio mit der notwendigen Infrastruktur auszustatten. Nach Angaben der Mitarbeiter des Sítio war der erste Schritt die Gewinnung von Wasser und der Bau des großen Reservoirs auf einer Höhe von 100 Metern, was zwischen 1950 und 1952 geschah, gefolgt von der Einrichtung der ersten Pflanzschule in der Nähe des alten Tores, an der Stelle, wo sich heute die Pflanzschule Graziela Barroso befindet. Hier wurden die ersten Exemplare der botanischen Sammlung gepflanzt, nachdem sie aus dem Haus des Künstlers in Leme gebracht worden waren.
Bei der Gestaltung des Sítio verteilte Burle Marx die verschiedenen Pflanzenarten auf dem Gelände und ordnete ihre Volumina, Farben und Texturen nach modernen ästhetischen Prinzipien und architektonischen Ideen an. Die Gärten entwickelten sich also organisch, ohne einem vorher ausgearbeiteten Plan zu folgen.

### Weitere Entwicklung
Der Kauf von 1949 war der erste von drei Ankäufen von Grundstücken, die heute das angemeldete Anwesen bilden. Der zweite erfolgte 1952 und der dritte 1960, wobei beide Male der Bedarf an mehr Platz für die Entwicklung der botanisch-landschaftlichen Sammlung berücksichtigt wurde.
Die Arbeiten an den Gebäudeteilen des Anwesens begannen in den frühen 1950er Jahren, als Burle Marx begann, das einfache, aber verfallene Hauptgebäude umzugestalten. Die letzten Arbeiten an diesem Gebäude fanden in den 1990er Jahren statt.
Die Eintragung des Sítio Santo Antônio da Bica als staatliches Kulturerbe begann 1983 und wurde 1988 abgeschlossen, die Eintragung des Anwesens als nationales historisches und künstlerisches Erbe wurde 1985 eingeleitet. Burle Marx schenkte das Anwesen 1985 der Bundesregierung, und es wurde in Übereinstimmung mit der Schenkungsurkunde in Sítio Roberto Burle Marx umbenannt. Burle Marx lebte weiterhin auf dem Grundstück und wurde dessen erster Direktor. Die kommerziellen Aktivitäten der Stätte wurden 1987 auf einen benachbarten Bauernhof verlagert.
In den 1990er Jahren wurde das Atelier gebaut, das für die Herstellung von Kunstwerken und als Raum für Ausstellungen, Kurse und andere Aktivitäten gedacht war. In diese Zeit fällt auch die Inbetriebnahme des Verwaltungsgebäudes.

### Nach Burle Marx’ Tod
Nach dem Tod von Burle Marx 1994 wurde das Anwesen öffentlich zugänglich gemacht. Die Stätte ist heute öffentliches Eigentum und untersteht als Sonderabteilung des Instituto do Patrimônio Histórico e Artístico Nacional (IPHAN) dem brasilianischen Kulturministerium.
In den ersten zehn Jahren nach dem Tod von Burle Marx war die Verwaltung des Anwesens darauf ausgerichtet, die Idee des Experimentierens aufrechtzuerhalten und seinen Prinzipien zu folgen. Dieser Ansatz hat sich nun umgekehrt, und die Landschaftsgärten werden so verwaltet, dass sie Burle Marx’ eigene Experimente und die damit erzielten Ergebnisse fortführen. Die Ergebnisse definieren die wichtigsten Landschaftsmerkmale, die er in seinen Entwürfen für über zweitausend Gärten und Landschaften verwendete, und sie hatten auch Einfluss auf die breitere Entwicklung der modernen tropischen Gärten des späten 20. Jahrhunderts.

## Welterbe
Die Kernzone der Welterbestätte ist 40,53 ha groß und entspricht dem von Burle Marx erworbenen Grundstück. Die Pufferzone umfasst 575 ha und erstreckt sich von der Kammlinie des Morro Santo Antônio da Bica im Osten bis zum Kanal Rio do Portinho im westlichen Mangrovenwald und vom Morro do Xavier im Süden bis zur Avenida das Américas im Norden. Sie zielt darauf ab, die umgebenden Umwelt- und Landschaftsaspekte zu schützen, die das Grundstück beeinflussen.

### Kategorie des Kulturgutes
Im Sinne der in Artikel I des Welterbe-Übereinkommens von 1972 aufgeführten Kategorien von Kulturgütern handelt es sich um eine Stätte.
Im Sinne der Richtlinien für die Durchführung des Welterbe-Übereinkommens (Juli 2019), Absatz 47, handelt es sich um eine Kulturlandschaft.

### Kriterien
Die Eintragung als Weltkulturerbe erfolgte aufgrund der Kriterien (ii) und (iv).
(ii): Die Roberto-Burle-Marx-Stätte zeigt einen wichtigen Austausch von Ideen zur Landschaftsgestaltung im Zusammenhang mit dem Import von Ideen der modernistischen Kunstbewegung aus Europa. Ihre Ausformung und Anpassung durch Experimente an eine Landschaftsform basiert auf der Verwendung einheimischer tropischer Pflanzen und sie finden in einer großen Anzahl von Parks und Gärten auf der ganzen Welt Anwendung. Dies alles zusammen hatte einen tiefgreifenden Einfluss auf die Entwicklung dessen, was heute als modernistische tropische Gartengestaltung bekannt ist.
(iv): Die Roberto-Burle-Marx-Stätte ist ein herausragendes Beispiel für eine Landschaft, die die Entwicklung einer neuen Art der Landschaftsgestaltung zeigt. Sie verschmolz kreative Ideen der modernen Kunstbewegung mit lokalen Typologien und tropischen Pflanzen zu einem Stil, der schließlich als moderner tropischer Garten bekannt wurde.